# 브랜던 폴슨
브랜던 더글러스 폴슨(영어: Brandon Douglas Paulson, 1973년 10월 22일~)은 미국의 레슬링 선수, 지도자이다. 1996년 하계 올림픽 그레코로만형 플라이급에서 은메달을 획득했다. 또한 세계 선수권 대회에서 은메달 1개, 팬아메리칸 게임에서 은메달 1개를 획득했다.